# セノイ族
セノイ族（Senoi）またはサカイ族（Sakai）は、東南アジアのマレー半島中南部に居住する山岳民族で、オーストロアジア語族のモン・クメール系の言語を話す。オラン・アスリの一つ。なお、「サカイ族」という呼称はマレー人によるもので、「奴隷」を意味する蔑称であるため、通常は用いられない。居住地域によって民族呼称がセマイ族、プレ族、テミアル族など複数ある。日本語では「スノイ」と表記されることもある。 スノイは、スマイ(Semai)の人々の言葉で「人々」を意味し、スマイ、トゥミアール(Temiar)、チェ・ウォン(Che Wong)、ジャー・フット(Jah Hut)、スマッ・ブリ(Semaq Beri)、マー・ムリ(Mah Meri)の総称である。

## 特徴
セマン族やベッダ族と同じく短身で人種的な共通項としても挙げられる。男子の平均身長は152cm。毛髪は波状ないし巻毛であり、長頭を有する。近年は同一地域に居住するセマン族との混血化が進んでいる。
焼畑耕作を主とした農耕民であるが、遊牧民族のように狩猟や漁撈を行う集団やゴム園や果樹園の労働を行うグループなども存在する。吹き矢を狩猟の道具にしており、イギリス領マラヤ時代セノイ族などの山岳民族で構成された民兵部隊「セノイ・プラーク」も、銃など近代的な武器のほかに吹き矢を使っていた。

## 遺伝子
セノイ族の遺伝子は出アフリカ後に南ルート（イラン→インド→東南アジア）をとったものと、北ルート（イラン→アルタイ山脈→東アジア→東南アジア）をとったものが混在している。例えばテミアル族では出アフリカ後に南ルート（イラン→インド→東南アジア）をとったmtDNAハプログループM21、R21が合わせて45%、北ルート（イラン→アルタイ山脈→東アジア→東南アジア）をとったmtDNAハプログループN9a、B5a、F1a1aが合わせて51%みられる。